# Ольга Санчес Кордеро
Ольга Марія дель Кармен Санчес Кордеро Давіла (Мехіко, 16 липня 1947) — мексиканська юристка, яка займала посаду секретарки внутрішніх справ з 1 грудня 2018 року. Перша жінка, яка обійняла цю посаду.  Вона була міністеркою Верховного Суду Мексики з січня 1995 року до листопада 2015 року.
Ольга Санчес вивчала право в Національному автономному університеті Мексики (UNAM). Вона отримала почесну ступінь докторантки у Автономному університеті в Морелосі та в Автономному університеті Нуево-Леон. 
Ольга Санчес — дев'ята жінка, яка обімала посаду у Верховному Суді і перша жінка Нотаріату в Мехіко. Окрім того, вона є Суддею Вищого суду Федерального округу та професоркою Національного автономного університету Мексики та інших університетів Мексики. 
У рамках реструктуризації Верховного Суду Мексики 1995 року президент Ернесто Зеділло призначив її міністеркою Верховного Суду у складі Першої цивільної та кримінальної палат. Ольга Санчес була підтверджена Сенатом і вважалася однією з найбільш ліберальних міністерок Суду,  змагаючись при цьому за посаду голови Верховного Суду. [джерело?]
- Конституція та міжнародні договори. Підхід до правового тлумачення ієрархії норм та застосування договорів у національному законодавстві, Юридичний журнал, Судове відділення штату Агуаскальєнтес, 2000

- Співавторка книги Симона де Бовуар ... серед нас, Інститут жінок федерального округу, 2009.

- Основні права, порушені у справі "Флоренція Кассес", академічна газета, Університет Ла Салле, 2013.[3]